# Allobracon carinatus
Allobracon carinatus är en stekelart som beskrevs av Shimbori och Penteado-dias 2007. Allobracon carinatus ingår i släktet Allobracon och familjen bracksteklar. Inga underarter finns listade i Catalogue of Life.